# 1976年冬季残疾人奥林匹克运动会波兰代表团
1976年冬季残疾人奥林匹克运动会波兰代表团是波兰派出的1976年冬季残疾人奥林匹克运动会代表团。未获得奖牌。